# Молодіжна збірна Сальвадору з футболу
Молодіжна збірна Сальвадору з футболу — національна молодіжна футбольна збірна Сальвадору, що складається із гравців віком до 20 років. Вважається основним джерелом кадрів для підсилення складу основної збірної Сальвадору. Керівництво командою здійснює Сальвадорська федерація футболу.
Команда має право участі у молодіжних чемпіонатах світу та молодіжних чемпіонатах КОНКАКАФ, а також може брати участь у товариських і регіональних змаганнях.

## Виступи на міжнародних турнірах

### Чемпіонат світу U-20
| Рік   | Раунд              | І                  | В                  | Н                  | П                  | Г+                 | Г-                 |
| ----- | ------------------ | ------------------ | ------------------ | ------------------ | ------------------ | ------------------ | ------------------ |
| 1977  | не кваліфікувалася | не кваліфікувалася | не кваліфікувалася | не кваліфікувалася | не кваліфікувалася | не кваліфікувалася | не кваліфікувалася |
| 1979  | не кваліфікувалася | не кваліфікувалася | не кваліфікувалася | не кваліфікувалася | не кваліфікувалася | не кваліфікувалася | не кваліфікувалася |
| 1981  | не кваліфікувалася | не кваліфікувалася | не кваліфікувалася | не кваліфікувалася | не кваліфікувалася | не кваліфікувалася | не кваліфікувалася |
| 1983  | не кваліфікувалася | не кваліфікувалася | не кваліфікувалася | не кваліфікувалася | не кваліфікувалася | не кваліфікувалася | не кваліфікувалася |
| 1985  | не кваліфікувалася | не кваліфікувалася | не кваліфікувалася | не кваліфікувалася | не кваліфікувалася | не кваліфікувалася | не кваліфікувалася |
| 1987  | не кваліфікувалася | не кваліфікувалася | не кваліфікувалася | не кваліфікувалася | не кваліфікувалася | не кваліфікувалася | не кваліфікувалася |
| 1989  | не кваліфікувалася | не кваліфікувалася | не кваліфікувалася | не кваліфікувалася | не кваліфікувалася | не кваліфікувалася | не кваліфікувалася |
| 1991  | не кваліфікувалася | не кваліфікувалася | не кваліфікувалася | не кваліфікувалася | не кваліфікувалася | не кваліфікувалася | не кваліфікувалася |
| 1993  | не кваліфікувалася | не кваліфікувалася | не кваліфікувалася | не кваліфікувалася | не кваліфікувалася | не кваліфікувалася | не кваліфікувалася |
| 1995  | не кваліфікувалася | не кваліфікувалася | не кваліфікувалася | не кваліфікувалася | не кваліфікувалася | не кваліфікувалася | не кваліфікувалася |
| 1997  | не кваліфікувалася | не кваліфікувалася | не кваліфікувалася | не кваліфікувалася | не кваліфікувалася | не кваліфікувалася | не кваліфікувалася |
| 1999  | не кваліфікувалася | не кваліфікувалася | не кваліфікувалася | не кваліфікувалася | не кваліфікувалася | не кваліфікувалася | не кваліфікувалася |
| 2001  | не кваліфікувалася | не кваліфікувалася | не кваліфікувалася | не кваліфікувалася | не кваліфікувалася | не кваліфікувалася | не кваліфікувалася |
| 2003  | не кваліфікувалася | не кваліфікувалася | не кваліфікувалася | не кваліфікувалася | не кваліфікувалася | не кваліфікувалася | не кваліфікувалася |
| 2005  | не кваліфікувалася | не кваліфікувалася | не кваліфікувалася | не кваліфікувалася | не кваліфікувалася | не кваліфікувалася | не кваліфікувалася |
| 2007  | не кваліфікувалася | не кваліфікувалася | не кваліфікувалася | не кваліфікувалася | не кваліфікувалася | не кваліфікувалася | не кваліфікувалася |
| 2009  | не кваліфікувалася | не кваліфікувалася | не кваліфікувалася | не кваліфікувалася | не кваліфікувалася | не кваліфікувалася | не кваліфікувалася |
| 2011  | не кваліфікувалася | не кваліфікувалася | не кваліфікувалася | не кваліфікувалася | не кваліфікувалася | не кваліфікувалася | не кваліфікувалася |
| 2013  | груповий етап      | 3                  | 1                  | 0                  | 2                  | 2                  | 7                  |
| 2015  | не кваліфікувалася | не кваліфікувалася | не кваліфікувалася | не кваліфікувалася | не кваліфікувалася | не кваліфікувалася | не кваліфікувалася |
| 2017  | не кваліфікувалася | не кваліфікувалася | не кваліфікувалася | не кваліфікувалася | не кваліфікувалася | не кваліфікувалася | не кваліфікувалася |
| 2019  | не кваліфікувалася | не кваліфікувалася | не кваліфікувалася | не кваліфікувалася | не кваліфікувалася | не кваліфікувалася | не кваліфікувалася |
| 2021  | скасовано          | скасовано          | скасовано          | скасовано          | скасовано          | скасовано          | скасовано          |
| 2023  | не кваліфікувалася | не кваліфікувалася | не кваліфікувалася | не кваліфікувалася | не кваліфікувалася | не кваліфікувалася | не кваліфікувалася |
| 2025  | не кваліфікувалася | не кваліфікувалася | не кваліфікувалася | не кваліфікувалася | не кваліфікувалася | не кваліфікувалася | не кваліфікувалася |
| Разом | 1/24               | 3                  | 1                  | 0                  | 2                  | 2                  | 7                  |

### Молодіжний чемпіонат КОНКАКАФ
| Рік    | Раунд              | І                  | В                  | Н                  | П                  | Г+                 | Г-                 |                    |
| ------ | ------------------ | ------------------ | ------------------ | ------------------ | ------------------ | ------------------ | ------------------ | ------------------ |
| 1962   | Раунд 1            | 3                  | 0                  | 2                  | 1                  | 2                  | 3                  |                    |
| 1964   | переможець         | 7                  | 5                  | 1                  | 1                  | 12                 | 6                  |                    |
| 1970   | четверте місце     | 4                  | 1                  | 1                  | 2                  | 3                  | 8                  |                    |
| 1973   | не брала участь    | не брала участь    | не брала участь    | не брала участь    | не брала участь    | не брала участь    | не брала участь    | не брала участь    |
| 1974   | не брала участь    | не брала участь    | не брала участь    | не брала участь    | не брала участь    | не брала участь    | не брала участь    | не брала участь    |
| 1976   | Раунд 1            | 3                  | 0                  | 1                  | 2                  | 2                  | 9                  |                    |
| 1978   | другий раунд       | 6                  | 3                  | 1                  | 2                  | 11                 | 7                  |                    |
| 1980   | Раунд 1            | 4                  | 2                  | 0                  | 2                  | 9                  | 4                  |                    |
| 1982   | другий раунд       | 5                  | 2                  | 0                  | 3                  | 13                 | 7                  |                    |
| 1984   | третє місце        | 8                  | 4                  | 3                  | 1                  | 10                 | 3                  |                    |
| 1986   | не брала участь    | не брала участь    | не брала участь    | не брала участь    | не брала участь    | не брала участь    | не брала участь    | не брала участь    |
| 1988   | не брала участь    | не брала участь    | не брала участь    | не брала участь    | не брала участь    | не брала участь    | не брала участь    | не брала участь    |
| 1990   | Раунд 1            | 2                  | 0                  | 0                  | 2                  | 1                  | 4                  |                    |
| 1992   | не брала участь    | не брала участь    | не брала участь    | не брала участь    | не брала участь    | не брала участь    | не брала участь    | не брала участь    |
| 1994   | четверте місце     | 8                  | 5                  | 1                  | 2                  | 22                 | 10                 |                    |
| 1996   | Раунд 1            | 3                  | 0                  | 1                  | 2                  | 3                  | 6                  |                    |
| 1998   | не кваліфікувалася | не кваліфікувалася | не кваліфікувалася | не кваліфікувалася | не кваліфікувалася | не кваліфікувалася | не кваліфікувалася | не кваліфікувалася |
| 2001   | не кваліфікувалася | не кваліфікувалася | не кваліфікувалася | не кваліфікувалася | не кваліфікувалася | не кваліфікувалася | не кваліфікувалася | не кваліфікувалася |
| 2003   | Раунд 1            | 3                  | 0                  | 0                  | 3                  | 1                  | 5                  |                    |
| 2005   | не кваліфікувалася | не кваліфікувалася | не кваліфікувалася | не кваліфікувалася | не кваліфікувалася | не кваліфікувалася | не кваліфікувалася | не кваліфікувалася |
| 2007   | не кваліфікувалася | не кваліфікувалася | не кваліфікувалася | не кваліфікувалася | не кваліфікувалася | не кваліфікувалася | не кваліфікувалася | не кваліфікувалася |
| 2009   | Раунд 1            | 3                  | 0                  | 1                  | 2                  | 3                  | 6                  |                    |
| 2011   | дискваліфікована   | дискваліфікована   | дискваліфікована   | дискваліфікована   | дискваліфікована   | дискваліфікована   | дискваліфікована   | дискваліфікована   |
| 2013   | третє місце        | 5                  | 3                  | 0                  | 2                  | 6                  | 6                  |                    |
| 2015   | стадія плей-оф     | 6                  | 2                  | 2                  | 2                  | 9                  | 10                 |                    |
| 2017   | другий раунд       | 5                  | 2                  | 0                  | 3                  | 7                  | 11                 |                    |
| 2018   | другий раунд       | 6                  | 3                  | 0                  | 3                  | 7                  | 7                  |                    |
| Усього | 1 перемога         | 79                 | 30                 | 13                 | 33                 | 110                | 103                |                    |